# Вондрка, Михал
Ми́хал Во́ндрка (чеш. Michal Vondrka; 17 мая 1982, Ческе-Будеёвице) — чешский хоккеист, крайний нападающий. В настоящее время является игроком клуба «Ческе-Будеёвице», выступающего в Чешской экстралиге.

## Карьера

### Клубная
Михал Вондрка начал свою карьеру в родном городе в составе клуба «Ческе-Будеёвице». В свой первый сезон 2000/01 в экстралиге сыграл 8 встреч, забив одну шайбу. В конце сезона во время плей-офф был арендован на одну игру клубом «Йиндржихув Градец» из третьей по силе лиге Чехии. Следующие два сезона Вондрка проводил параллельно в экстралиге и в молодёжном составе. Дважды отдавался в аренду в «Писек» в 2002 году на два матча в плей-офф и в сезоне 2002/03 ближе к концу сезона.
После 8 встреч в сезоне 2003/04 перешёл в пражскую «Славию», за которую играл до 2011 года. В середине сезона 2003/04 сыграл 9 встреч за «Градец-Кралове» на правах аренды, а в сезоне 2006/07 — в  карловарской «Энергии». В 2008 году стал чемпионом Чехии в составе «Славии». В 2011 году подписал контракт с финским «Кярпят», но из-за низкой результативности вернулся в «Славию», где и доиграл сезон.
11 июля 2012 года подписал однолетний контракт с новичком КХЛ — братиславским «Слованом». В мае 2013 года продлил соглашение ещё на год. Летом 2015 года вернулся в Чехию, играл три сезона за хомутовских «Пиратов», перед началом сезона 2018/19 перешёл в «Младу Болеслав». В январе 2020 года Вондрка перебрался в «Пардубице». Сезон 2020/21 он был вынужден пропустить из-за травмы.
Летом 2021 года Вондрка вернулся в родную команду «Ческе-Будеёвице».

### Международная
В составе сборной Чехии был участником чемпионатов мира 2012, 2014, 2015 годов, также играл за сборную на Олимпийских играх 2018 года. С 2008 года каждый сезон вызывается на этапы Еврохоккейтура.

## Достижения

### Командные
- Чемпион Экстралиги 2008
- Серебряный призёр Экстралиги 2004, 2006 и 2009
- Бронзовый призёр Экстралиги 2010 и чемпионата мира 2012

### Личные
- Лучший хоккеист Экстралиги 2017
- Лучший снайпер плей-офф Экстралиги 2017

## Статистика
Обновлено на конец сезона 2020/2021
- Экстралига — 897 игр, 458 очков (205 шайб + 253 передачи)
- КХЛ — 145 игр, 65 очков (29+36)
- Сборная Чехии — 78 игр, 22 очка (12+10)
- Финская лига — 21 игра, 6 очков (3+3)
- European Trophy — 21 игра, 13 очков (10+3)
- Лига чемпионов — 4 игры, 2 очка (1+1)
- Всего за карьеру — 1166 игр, 566 очков (260+306)